# Sofía Gandarias
 (août 2011).
Si vous disposez d'ouvrages ou d'articles de référence ou si vous connaissez des sites web de qualité traitant du thème abordé ici, merci de compléter l'article en donnant les références utiles à sa vérifiabilité et en les liant à la section « Notes et références ».
Pour les articles homonymes, voir Gandarias.
Sofía Gandarias, née à Guernica en Biscaye en 1957 et morte le 23 janvier 2016 à Madrid, est une peintre espagnole.

## Biographie
Née à Guernica, son œuvre exprime la réalité de son temps, la souffrance provoquée par les dominateurs sans conscience ou les consciencieux sans scrupules. La musique est présente dès son enfance : « j’aurais aimé être chanteuse d'opéra » dit Gandarias. Elle a commencé à peindre à 12 ans. 
Diplômée de la faculté des beaux arts de San Fernando, Universidad Complutense à Madrid, elle peint en 1978 Kokoscha-Alma Mahler: trois personnages étroitement liés entre eux dont le destin est très représentatif de l’esprit de l’époque. Ce fut le début d’une activité intense : sa peinture, tracée avec connaissance et engagement dans des séries comme La protesta del silencio en 1980, ou Presencias en 1986 a été bien accueillie aussi bien par la critique que par les collectionneurs. « C’est le parcours de l’œil visionnaire qui capte du passé ou projette vers l'avenir, c’est le regard devin et comme somnambule de Sofía Gandarias ». (Augusto Roa Bastos)
En 1987, elle se marie à Venise avec Enrique Barón Crespo. En 1988 son fis Alejandro nait. Elle recommence à peindre, en retournant à Venise, « sa ville » avec une grande rétrospective. Elle fait le portrait du maestro Yehudi Menuhin en 1993, « l’homme le plus sage que j’ai connu » dira Gandarias, qui commence sa collaboration avec sa Fondation. Son engagement pour la paix et la culture mondiales s’expriment dans son exposition « Pour la tolérance » à l’Arche de la Fraternité de Paris, inaugurée par Federico Mayor Zaragoza, Simone Veil et Barbara Hendricks, dont le portrait Love Prayer célèbre le 50e Anniversaire de l’UNESCO. Elle a dédié l’année 2000 à se questo è un uomo, d’où est sorti Primo Levi, la memoria, un référent dans sa vie et son œuvre depuis lors. 
Après les attentats du 11 septembre, elle peint la série NY 11 S formée par 13 tableaux, dont celui qui a pour titre Miserere (Julianna). L'œuvre est exposée dans le Mémorial du 11-Septembre à New York.
Elle retourne à Kokoschka-Mahler avec Kafka le visionnaire, 64 tableaux et beaucoup plus. D’après Saramago « Les toiles de Sofía Gandarias sont ces miroirs peints, d’où l’on a retiré son image recomposée, ou même cachée elle se dissimule, peut-être, sous une couche de lumière dorée ou d’ombre nocturne, rendant à l’usage de la mémoire l’espace et la profondeur qui lui conviennent. Peu importe qu’il s’agisse de portraits ou de natures mortes, ces peintures sont toujours des lieux de mémoire. » 
Sofía Gandarias considère que les peintres qui ont le plus marqué sa vie ont été Velázquez, Goya, Bacon et son maître Manuel Villaseñor.

## Distinctions
- Chevalier des Arts et des Lettres
- Chevalier de la Légion d’Honneur

## Œuvres
- 1978 peint Kokoschka, Mahler y Alma, commence la série Presencias
- 1980 Portrait de la Pasionaria, 1981 série La protesta del silencio
- 1981/82 Voyage au Moyen-Orient, portrait de Noor de Jordanie.
- 1982/86 Travaille dans la série Presencias : Augusto Roa Bastos, Federico García Lorca, Miguel Ángel Asturias, José Bergamín, Jorge Luis Borges, Alejo Carpentier, Eduardo Carranza, Rosalia de Castro, Julio Cortazar, Salvador Dalí, Rubén Darío, Rómulo Gallegos, Guimaraes Rosa, Gabriel García Márquez, Gabriela Mistral, Pablo Neruda, Juan Carlos Onetti, José Ortega y Gasset, Octavio Paz, Juan Rulfo, César Vallejo, portraits exposés dans plusieurs villes espagnoles et européennes.
- 1985 Voyage au Mexique, visite la Casa Azul de Coyoacán
- 1986/88 Natures mortes
- 1987 Mariage avec Enrique Barón Crespo à Venise.
- 1988 naît son seul fils, Alejandro. Arrête de peindre pour des raisons de santé
- 1990 Recommence à peindre avec le portrait de Alejandro con el caballito, Melina Mercuri et Antoni Clavé.
- 1991 Alejandro au Florian
- 1992 Avec le portrait de Nureyev, elle débute la série Toreo y Ballet, portrait de Bacon, Diego y Frida, Autoportrait avec Delvaux ; série El amor en Venecia, début de la série Arte contra la violencia : triptyque de Sarajevo.
- 1993 Portraits de Yehudi Menuhin, Aligi Sassu et Helenita Olivares, Direction Femmes avec Simone Veil et la réapparition de Frida Kahlo, choc des civilisations. Début des séries Brel et Gorila Kumba
- 1994 Love Prayer, avec Barbara Hendricks ; la main blessée (Sarajevo) avec Susan Sontag et Juan Goytisolo, portraits de Carlos Fuentes, François Mitterrand, Hugo Claus, Emile Veranneman, Voyage au Mexique
- 1995 Série Pessoa,O ano do nascimento de Ricardo Reis avec Saramago, série Le Spectateur"avec Albert Camus et Maria Casares, Début de la série La Monnaie
- 1996 Portraits d’Édith Piaf, Yves Montand, René Cassin et Sami Nair.
- 1997 Séries La Poesía, les Iris, les rêves de Buñuel et le Chat mondain', portrait de Jorge Semprún
- 1998 Séries Oiseaux en prêt-à-porter et Haute couture, Kumba hot line
- 1998/99 Triptyque de Guernica
- 1999 Série Stop Ahead'
- 2000 Série Primo Levi, la mémoire
- 2001/02 Serie NY 9/11
- 2002 Portrait de Jorge Edwards, Iris, Maria Callas Portraits, Iris, début de la série Oiseaux princiers vénitiens
- 2004/5 El llanto de las flores, Madrid capital del dolor 11 M
- 2006/09 Série Kafka, le visionnaire… ,commence la série Gandhara'
- 2009/10 Série Gandhara,portraits d’Edgar Morin, Gabriela Mistral
- 2011, Coloquio de los perros, Amalia, Silencios Gandhara' ,“Greed: the graves of humanity”
- 2012. Publication du livre “Presencias Instantes”, pour la Secretaria General Iberomericana (SEGIB) , “Encerrados”.
- 2013.Series “Peggy’s Tango”, “Il Método Bertone” “La camarlenga”,
- 2014.  “Vaticano I, Vaticano II”, “Un ballo in maschera”

## Collections et musées
- Museo de Albacete
- Museo de Santander
- Musée de Bordeaux
- Museo Ca Pessaro (Venise)
- Museo de Malabo (Guinée équatoriale)
- Fondation Menuhin
- Parlement européen
- Senado (Madrid)
- Casa Museu Fernando Pessoa (Lisbonne)
- Museu da Cidade (Lisbonne)
- Université Charles III (Madrid)
- Fundacion Príncipe de Asturias (Oviedo)
- Palacio Real de Jordania
- British Red Cross (Londres)
- Museo Provincial de Ciudad Real
- Siège de l’UNESCO (Paris)
- Musée Toulouse-Lautrec (Albi)
- Université de Dili (Timor
- Veranneman Stichting (Belgique)
- Museo de Gernika
- Fundación Pablo Neruda (Isla Negra, Chili)
- Casa Natal de Garcia Lorca (Fuentevaqueros)
- Fondazione Rita Levi Montalcini (Rome)
- Biblioteca Nacional de Perú
- 9/11 Memorial Museum New York

- Collections privées à Paris, Venise, Bruxelles, Anvers, Londres, Strasbourg, Milan, Los Angeles, Boston, Quito, La Paz, Madrid, Barcelone, Santander, Majorque, Mexico, New York, Lisbonne, Tokyo, Copenhague.